# 吉林西站
吉林西站位于中国吉林省吉林市船营区新生街22号，始建于1928年，目前为沈阳铁路局管辖的货运二等站，仅办理货运业务。

## 历史
吉林西站初名为吉海铁路总站，于1928年初开工建设，同年年末正式投入使用。此时吉林城东关已有受日本控制的吉林站（通称东关站），连接着吉长铁路和吉敦铁路。由于日本当局拒绝由吉林省政府官商合办，时任吉林省长张作相主持修建的吉海铁路与吉林站接轨，所以吉海铁路总站作为吉海铁路在吉林的起点，承担着吉林市区主要的客运业务。1928年至1929年间，车站站房上方增建钟塔。1931年九一八事变后，日本控制了吉海铁路，并将吉海铁路总站更名为黄旗屯站。同年年末，满铁修建了连接黄旗屯站至吉林站的吉海铁路延长线，并将黄旗屯站改属归新京铁路局。
中华人民共和国成立后，该站作为客运站继续使用，1985年更名为吉林西站。2007年4月18日后，受中国铁路第六次大提速影响，吉林西站长期停办客运业务，后往来于山海关-吉林间的4239次列车曾短期在此办理旅客乘降业务。2009年9月1日至2011年8月27日期间，因吉林站封站改造，吉林站客运业务转移至吉林西站、江北站办理。在此期间，沈阳铁路局并未直接使用该站老站房承接候车业务，而选择在老站房东侧搭建一座临时候车室代替使用。2011年8月27日21时36分，随着新建的吉林站站房即将在次日投入使用，吉林西站开往北京站的T272次旅客列车离开吉林西站后，吉林西站再次停办客运业务。

## 站房

### 整体构造

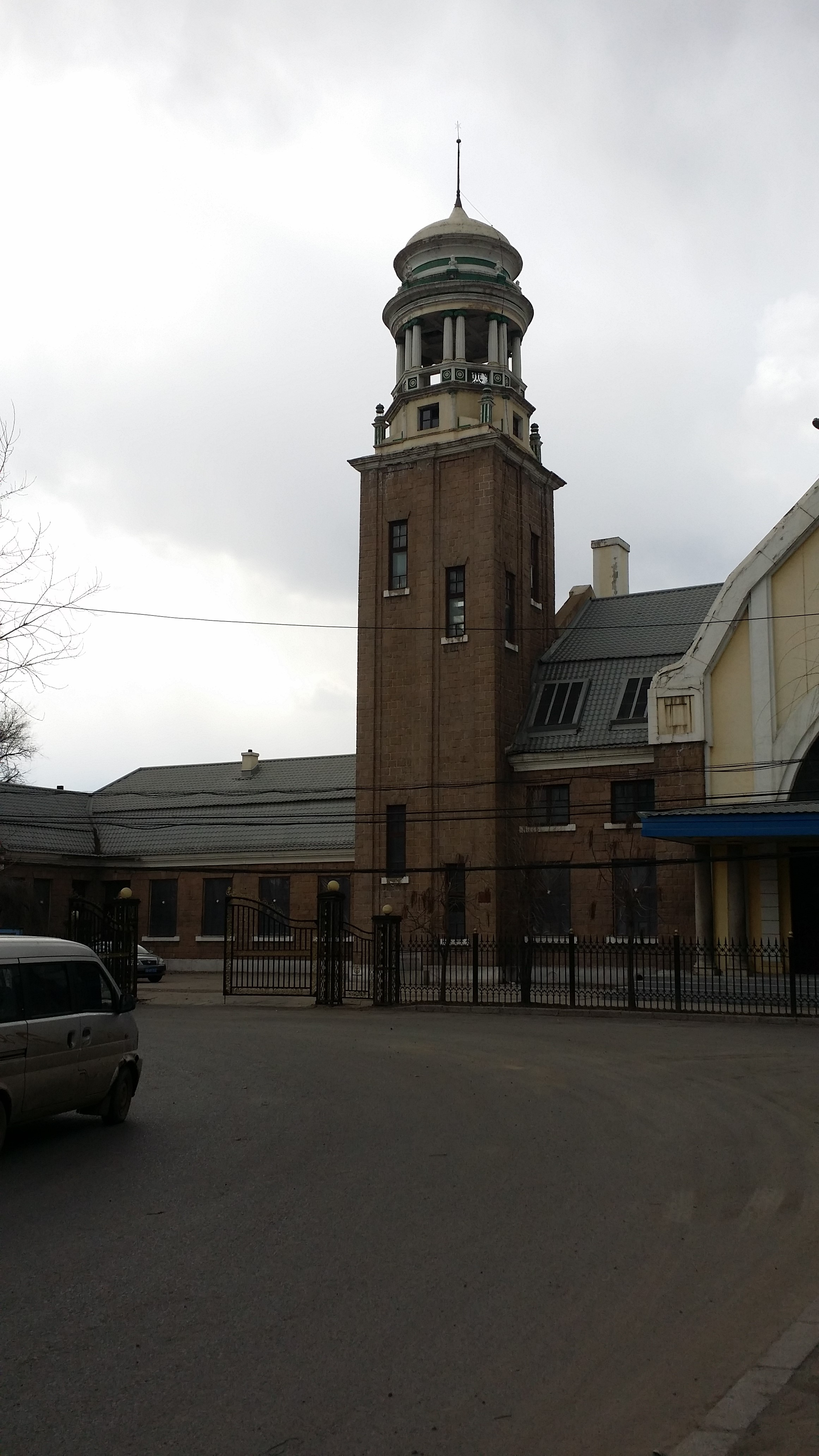
吉林西站钟塔

吉林西站是一座大型哥特式尖屋顶建筑，占地面积897平方米。车站主体建筑是方石结构，屋顶为折型木结构，外挂琉璃瓦，室内有壁画装饰。钟塔尖离地面高度为29米，塔尖塑有飞利浦旋轮；塔内有螺旋型木制阶梯，登上塔顶可俯视四方。整座建筑坐北朝南，造型如雄狮伏卧，呈不对称布局，立面组合高低错落、主次分明、富于变化。。1959年至1985年间，其屋架结构曾多次改修，屋顶琉璃瓦也更换为水泥瓦。1997年，吉林大学师生对该站舍进行了全面测绘。2004年，吉林西站出资对建筑盖瓦进行了维修，目前结构稳定，现状良好，无改建扩建。车站站房在1992年被列为吉林市级重点文物保护单位，2007年5月31日被列为吉林省第六批重点文物保护单位，2013年5月3日被列为第七批全国重点文物保护单位。
吉林西站建筑风格与津浦铁路济南车站极为相似。两者站房整体都呈卧狮造型，无论是前面的柱廊、钟楼的位置、双坡瓦屋面，还是正反面的拱形高窗、侧面的球形穹顶设计，都如出一辙。两者仅在外观体量（吉林总站偏小）、钟塔楼的形状（吉林总站下部是方柱形，济南站是圆柱形）、高度（吉林总站高29米，济南站高32.1米）及辅助用房等局部有细微的差别。两者之间是否有其他联系仍尚待考证。
吉林西站站房多次在电影中出现：由刘德华主演的《烽火佳人——天若有情3》中，影片中的“武汉火车站”在吉林西站拍摄；由张东健、仲村亨主演的韩国电影《2009失去的记忆》亦采用该站为外景，展现了1909年安重根击毙伊藤博文时的哈尔滨火车站。另外，该站亦被网友评价为中国最美火车站之一。

### 设计者争议
该站站房长期被误认为是由林徽因设计，梁思成审定。但吉林市政协文史研究员王力经考据后，认为该说法不正确。此外，林徽因或梁思成的权威传记、史料，以及梁思成亲自撰写的详细简历都没有提到二人曾设计该车站。

## 使用情况
目前吉林西站作为吉林市的内陆口岸站，仅办理国际联运货物发送、到达业务。从该站发出的集装箱货列可从直达大连港和营口港，通过货船运往海内外港口。